# چهارمست
چهارمست یا چهارفصل، روستایی در دهستان ساریگل بخش بام شهرستان بام و صفی‌آباد در استان خراسان شمالی ایران است.

## جغرافیای روستا

### موقعیت و تاریخچه
این روستا در ۸ کیلومتری غرب روستای بام و در ۵۰ کیلومتری شمال غرب شهر صفی‌آباد واقع گردیده‌است.
روستای چهارمست از طرف شمال به زمین‌های کشاورزی روستای جهان، از غرب به روستای دهنه اجاق، از شرق به زالی و از جنوب به روستاهای بکرآباد و دستجرد محدود است.

## محصولات روستا
از مهم‌ترین محصولات این روستا می‌توان به 'بادام، گردو، انگور، زردآلو و هلو اشاره کرد.

## مردم‌شناسی

### جمعیت
بر پایه سرشماری عمومی نفوس و مسکن در سال ۱۳۹۵، جمعیت این روستا برابر با ۱۶۹ نفر (۶۱ خانوار) بوده‌است.

## مشاغل
مشاغل عمده روستا شامل: زراعت، باغداری، دامداری و کارگری است.

## آثار باستانی
- تپه قلعه کهنه